# Repomen
Repomen is een stoner rockband uit de Nederlandse stad Eindhoven. De band is een zijproject van Peter Pan Speedrock-gitarist Peter van Elderen.

## Biografie
Eindhovenaren Mories Truijens en Miriam Bekkers speelden met hun toenmalige band Borehole enkele malen in het voorprogramma van Peter Pan Speedrock, toen het idee geopperd werd om samen een stoner rockproject te beginnen. Toen Roel Aben, die roadie was van Peter Pan Speedrock, zich als bassist toevoegde aan de band en de zanger opstapte, besloot Peter van Elderen samen met Truijens, Bekkers en Aben een zijproject te starten, dat de naam Repomen meekreeg.
De band maakte 27 november 2007 zijn debuut in een uitverkochte Effenaar, als voorprogramma van stoner rockiconen Hermano. Begin 2008 ging de band voor één avond de studio in. Na enkele overdubs lagen er 8 nummers klaar voor de debuutplaat, die de titel Roadkill meekreeg. De plaat werd uitgegeven door Suburban, het platenlabel van Peter Pan Speedrock. Het album werd gepresenteerd op het populaire Roadburn-festival in de 013. De plaat werd in eerste instantie enkel uitgegeven op gekleurd vinyl, maar is nu ook verkrijgbaar op cd.

## Discografie

### Albums
- Roadkill (2008)

## Bandleden
- Peter van Elderen - zang, basgitaar
- Roel Aben - gitaar
- Mories (Mo) Truijens - gitaar
- Miriam Bekkers - drums